# Piazza Cavour (Rome)
Pour les articles homonymes, voir Piazza Cavour.
La Piazza Cavour est une place de Rome, située entre la piazza Adriana et la via Triboniano, dans le quartier de Prati. La place porte le nom de l'homme d'État piémontais Camillo Benso, comte de Cavour, est située dans une zone partiellement occupée par le prata Neronis, qui tire son nom de l'ensemble de la paroisse.

## Description
Dans le jardin central, créé entre 1895 et 1911 par Nicodème Severi, se trouve un monument dédié à l'homme d'État : une statue en bronze sur un socle avec une plate-forme en granit et un piédestal de marbre, entouré par des allégories de l'Italie et de Rome, de la Pensée et de l'Action. Le monument, créé par Stefano Galletti, commencé en 1885 est achevé en 1895.
Sur la place on trouve une église évangélique vaudoise, la maison de la communauté des fidèles romains, et la Faculté de théologie, ainsi que le Cinéma-Théâtre Adriano (Teatro Adriano) ; la monumentale façade arrière du Palais de justice de Rome, surnommé le Palazzaccio, est également visible.

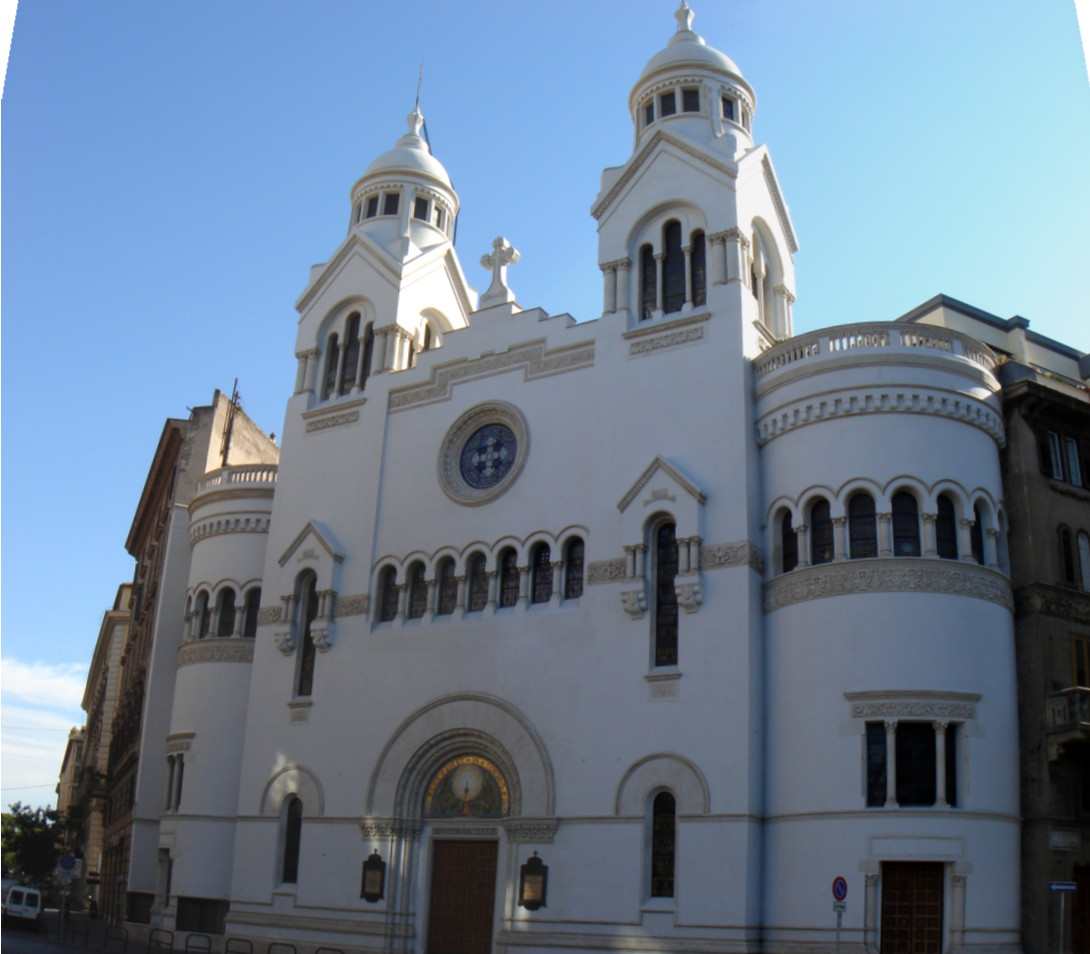
Église évangélique vaudoise
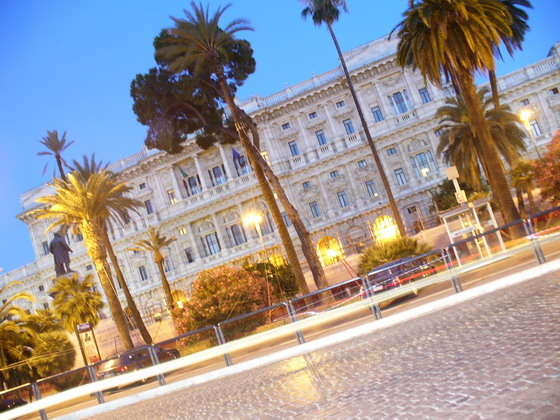
Arrière du Palais de Justice.
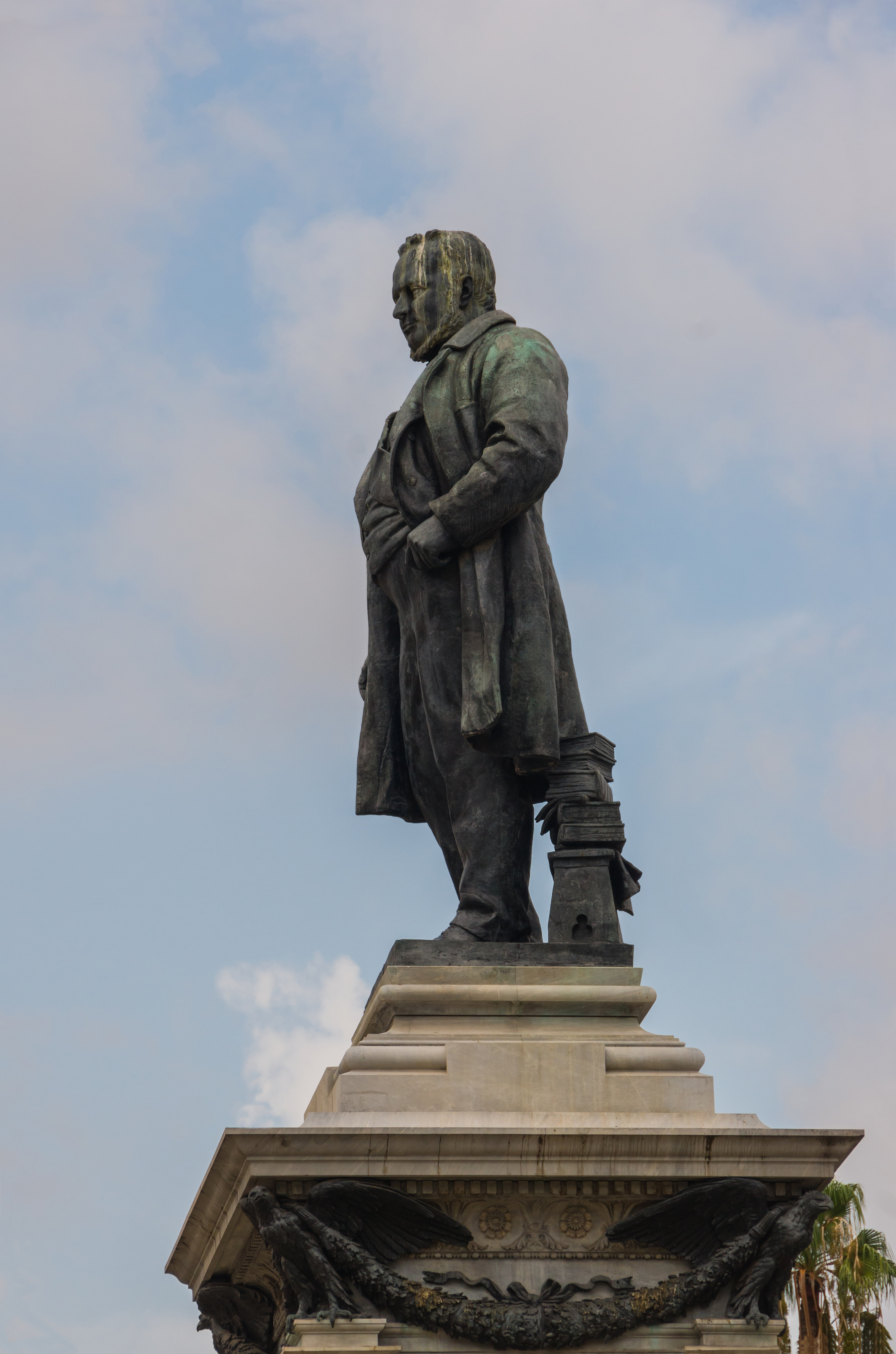
Statue de Cavour.
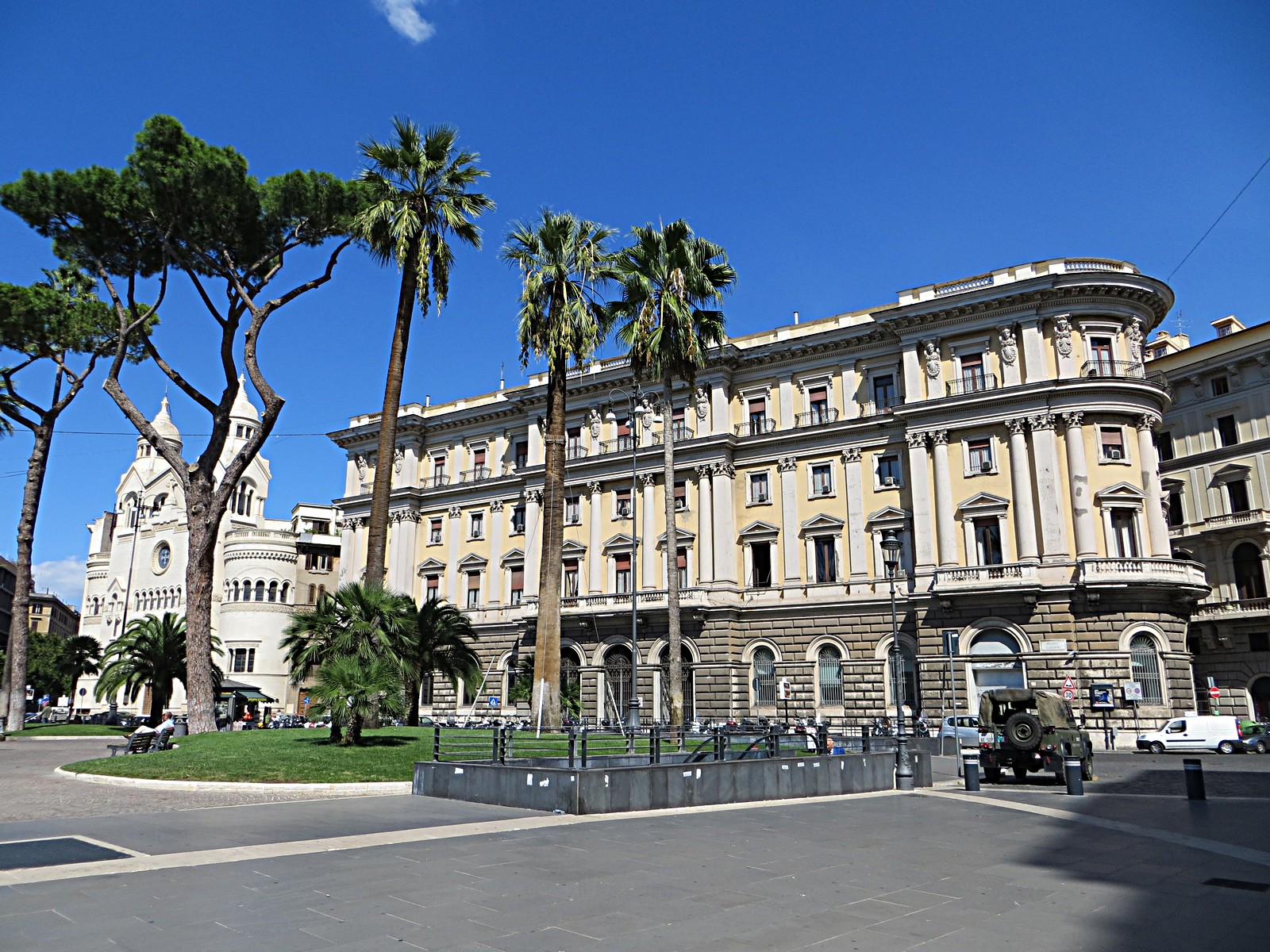
Édifice du XIXe siècle
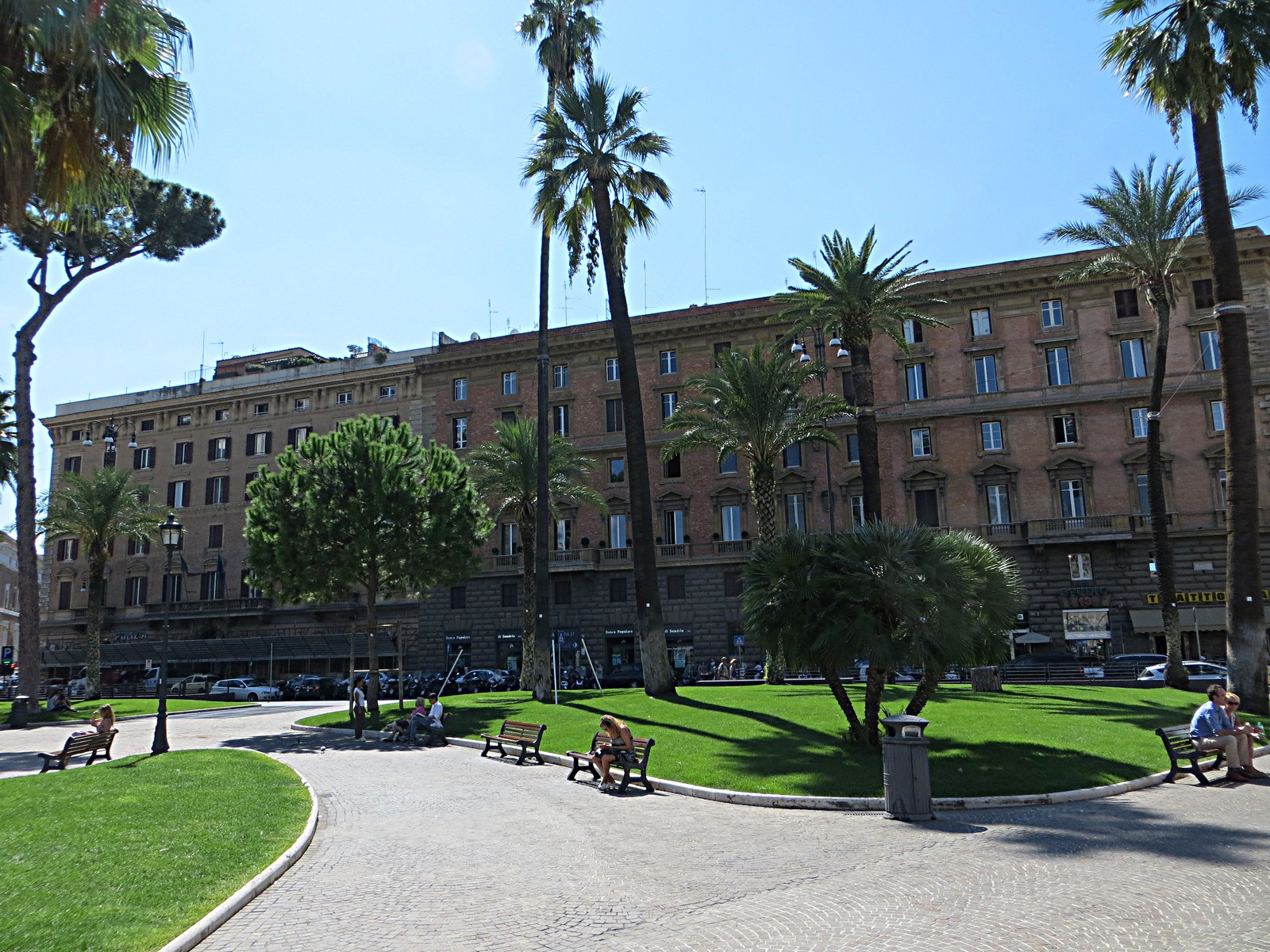
Panorama